# Фенсал (Титан)
Фенсал (лат. Fensal) — тёмная деталь альбедо на поверхности самого большого спутника Сатурна — Титана.

## География
Структура расположена рядом с экватором. Координаты центра — 5° с. ш. 30° з. д. / 5° с. ш. 30° з. д.. На юго-востоке граничит со светлой областью Кивира, а ещё юго-восточнее от неё находится тёмная местность Ацтлан. На северо-западе находится 40-километровый ударный кратер Момой, а северо-восточнее — 80-километровый кратер Синлап. На юго-востоке от данной местности расположена равнина Чусук. Местность Фенсал была обнаружена на переданных снимках космического аппарата «Кассини».

## Эпоним
Названа именем чертога в норвежской мифологии. Название было утверждено Международным астрономическим союзом в 2006 году.